# Forsaken (jeu vidéo)
Pour les articles homonymes, voir Forsaken.
Forsaken (Forsaken 64 sur Nintendo 64) est un jeu vidéo de tir à la première personne sorti en 1998 sur PlayStation, Windows et Nintendo 64. Le jeu est développé par Probe Software et édité par Acclaim.

## Synopsis
En 2113, la surface de la Terre est ravagée par une réaction de fusion nucléaire provoquée par une expérience ratée dans un centre de recherche sur l'antimatière en Amérique du Nord. Un an après la catastrophe, la théocratie impériale dirigeante déclare la planète disloquée comme forsaken (français : abandonnée) et ouverte au pillage.
De nombreux chasseurs de trésors et mercenaires sont venus sur Terre pour récupérer ce qui peut encore avoir de la valeur. Ils utilisent des moto volantes (appelées dans le jeu « pionceur antigravitationnel ») pour explorer les divers souterrains, couloirs et autres galeries infestés de robots sentinelles laissés par le gouvernement.

## Système de jeu
La particularité de Forsaken est de proposer 6 degrés de liberté au joueur. La notion de « degrés de liberté » s'exprime dans les jeux vidéo par les « dimensions » de liberté. Forsaken permet de se déplacer librement sur le plan horizontal et vertical (3 dimensions) et de regarder à 360° (3 axes de rotation) ; ce qui fait 6 degrés de liberté (par opposition à 4 dans les FPS classiques)
À la manière de la série des Descent, le joueur évolue dans un environnement en apesanteur, ceci permettant une forme de level-design déstabilisante pour le joueur. Le mode multijoueur est rapide et nerveux.

### Personnages
Le joueur peut incarner 17 personnages différent, leurs moto volantes ont de caractéristiques techniques différentes (solidité, bouclier, accélération, vitesse et manœuvrabilité).
- Lokasenna : une agent cyborg de la société secrète transhumaniste Pro: Borg
- Beard : un biker accompagné par son ami Mad-dog McCoy, décédé depuis longtemps dans son side-car.
- L.A. Jay : un surfeur.
- ex-cop : un ancien policier, préférant tuer les criminels plutôt que de les emprisonner.
- Rex Hardy : un conducteur d'engin de chantier.
- foetoid : un fœtus résultant d'une immonde mutation génétique maintenu en vie dan un utérus artificiel.
- Nim Soo Sun : ancienne membre du xeno-circus. Psychotique, elle travaille désormais en indépendant en vendant des anciennes reliques trouvées dans des mondes abandonnés.
- Nutta : un ancien docteur en physique à l'esprit dérangé, il est fraîchement sorti de l'asile.
- Sceptre : un tyran au physique colossal déformé par une maladie génétique.
- Jo : un passionné d'ordinateurs, d'armes et de gadgets en tout genre.
- Cuvel Clark : un escroc.
- HK 5 : un engin d'attaque autonome dont le processeur est atteint de mégalomanie.
- Nubia : une braqueuse et tueuse en série.
- Mofisto : un droïde de combat TTEC IV.
- Cerbero : un chasseur de primes mi-homme mi-machine.
- Slick : le roi de la Funk.
- Flygirl :

### Niveaux
Le nombre de niveaux disponibles varie selon la version, la version sortie sur Playstation 1 en compte 13. Chaque niveau se déroule dans un environnement exclusivement souterrain et possède des endroits secrets à découvrir ainsi que des lingots d'or et des cristaux à collecter.
1. Volcan : une base scientifique établie dans un volcan, l'éruption étant imminente, le joueur doit impérativement trouver un moyen de s'échapper.
2. Station de métro abandonnée : piégé dans le réseau de tunnels, le joueur doit éliminer un chasseur de primes rival et trouver un moyen d'atteindre la surface.
3. Centrale nucléaire : la catastrophe nucléaire est imminente, désactivez les cinq bornes d'alimentation pour accéder au cœur du réacteur. Le niveau de radiation est élevé et la structure entière du bâtiment est instable.
4. Centrale thermique : afin de s'échapper par les conduits, le joueur doit désactiver le moteur à lave de cette centrale résistance aux chocs construite au cœur d'une cheminée thermale.
5. Coffre-fort de la banque fédérale : désactivez les générateurs pour accéder aux chambres fortes inférieures remplies de lingots d'or. Des codes sont requis ouvrir chaque coffre-fort. Quittez ensuite l'endroit par l'ancienne sortie de secours dissimulée.
6. Navire prison : le VA-8 menait des expériences bactériologiques secrètes sur des détenus condamnés à perpétuité quand une épidémie s'est déclenchée, décimant toute forme de vie à bord. Trop dangereux pour être détruit, le bateau est depuis lord scellé et intact. et scellant, en même temps, le bateau. Récupérer des échantillons du virus à ADN pourrait vous faire devenir riche.
7. Base astéroïde : téléporté dans une base située dans la ceinture d'astéroïdes, le joueur va devoir se frayer un chemin pour quitter cet endroit.
8. Biosphère : afin de désactiver le système de ventilation et les champs stériles, le joueur va devoir trouver et détruire les générateurs solaires. Attention à l'Exogenon, un monstre mutant rôdant dans les niveaux inférieurs.
9. Complexe souterrain : les analyses d'une projection holographique d'un plan structurel indiquent que des métaux précieux se trouvent dans des caches dissimulées dans ces installations contaminés. Les systèmes de sécurités sont opérationnels et tirent à vue.
10. Navire chaviré : la cale de ce porte-avions contiendrait une cargaison entière d'or. Inaccessible depuis l'extérieur, il est nécessaire de poser les quatre amorces avant d'activer le détonateur afin de libérer le navire du fond marin et de le faire remonter à la surface.
11. Station spatiale orbitale : conçue par l'armée russe, la station Mir III sert au déploiement de satellites. La navette spatiale contenant son équipage fut perdue en 2113 lors de la catastrophe qui ravagea la surface de la Terre. Afin de pouvoir quitter la station, le joueur va devoir trouver et voler un prototype de navette développé sur la station.
12. Base militaire : cette installation militaire souterraine située dans le désert du Nevada recèle de nombreux secrets militaires sordides. Cinq bombes biologiques nouvellement conçues sont cachés dans la base, valant une petite fortune, il est nécessaire de les récupérer avant de s'échapper.
13. Temple Tloloc : analogue aux Aztèques, les Tloloc représentent une ancienne civilisation aux traditions étranges et mystérieuses. Le joueur doit s'échapper du piège tendu par la théocratie impériale et trouver un moyen de sortir du temple.